# Ацци, Пауло
Пауло Даниэл Дентелло Ацци (порт. Paulo Daniel Dentello Azzi) родился 15 июля 1994 года, Браганса-Паулиста, Бразилия) — бразильский футболист, защитник клуба «Кремонезе».

## Клубная карьера
Пауло Ацци родился в бразильском городе Браганса-Паулиста. В 2008 году, в возрасте 13 лет он присоединился к академии местного футбольного клуба «Паулиста». В 2013 году Ацци был переведен в состав основной команды и принял участие в Кубке Паулиста. Он принял участие в трех играх турнира, выходя со скамейки запасных.
В конце января 2014 года Ацци стал частью итальянского клбуа «Читтаделла» из Серии B. 15 марта Пауло дебютировал на профессиональном уровне в домашней игре с «Карпи», где отметился голевой передачей. В следующем матче чемпионата с «Падовой» он забил свой первый гол.
В сентябре 2014 Пауло Ацци присоединился к команде «Томбенсе», однако на поле не появился ни разу. 28 августа 2015 года футболист отправился в «Специю» на правах аренды. За полгода пребывания в клубе Ацци принял участие в игре лишь один раз в матче с «Комо», заменив Хуанде Прадоса на 77 минуте. 29 января 2016 Ацци, также на правах аренды, был передан клубу «Павия» до конца сезона. Пауло сделал одну голевую передачу в шести матчах Серии C. 11 июля 2016 Пауло стал игроком «Порденоне» до конца года, где отметился одним забитым голом в шести играх. 5 января 2017 Ацци присоединился к футбольному клубу «Сиракуза». Футболист сразу стал игроком основного состава. За полгода он провел 17 матчей в Серии C и забил три мяча в ворота соперников. 17 августа Пауло, на правах аренды, перешел в «Бишелье 1913». В течение сезона Ацци являлся стабильным игроком основного состава, пропустив лишь одну игру.
В конце августа 2018 года, завершив серию аренд, Пауло Ацци стал игроком «Про Верчелли». Дебют за новую команду состоялся 30 сентября в 4 туре Серии C с «Альбиссоль 1909», а первый гол забил 16 декабря в ворота «Пистойезе», который стал победным. В марте 2019 года Ацци получил травму и выпал из строя до конца сезона. За два сезона пребывания в «Про Верчелли» Ацци провел 54 матча и дважды поразил ворота соперников.
11 июля 2020 года он присоединился к «1913 Сереньо» из Серии D. Будучи игроком клуба в течение семи месяцев, Ацци провел 14 матчей и забил один гол в игре командой «Тритиум».
1 февраля 2021 года Ацци, в статусе свободного агента, пополнил состав «Лекко». Выступления за новую команду Пауло начал ничейной игрой с «Алессандрией». 14 февраля он забил мяч в ворота «Каррарезе», а в конце февраля увеличил счет в крупной победе над «Ювентусом (до 23)» со счетом 4:0. По итогам сезона «Лекко» сыграл в плей-офф за повышение в Серию B, однако потерпел поражение от «Гроссето» со счетом 4:1.
3 июля 2021 Пауло Ацци подписал двухлетний контракт с «Моденой». К концу сезона Ацци принял участие в 36 играх чемпионата и забил 6 голов, поспособствовал повышению команды в Серию B. Проведя половину сезона 2022/23, Ацци завершил выступления в составе «Модены».
12 января 2023 года Пауло Ацци подписал контракт с «Кальяри» сроком на два года. В дебютной игре с «Комо» бразилец отметился забитым голом. В конце сезона «Кальяри» получил повышение в Серию А. Сезон 2023/24 Ацци начал с победной игры в Кубке Италии против «Палермо». 21 августа состоялся его дебют в Серии А в матче с «Торино».
22 января 2025 года присоединился к команде «Кремонезе» из Серии B, подписав контракт, рассчитанный на полтора года.